# Championnat du Congo de football 2009
Navigation
Saison précédente Saison suivante
La saison 2009 du Championnat du Congo de football est la quarante-quatrième édition de la première division congolaise, la MTN Ligue 1. Les dix-huit clubs engagés sont regroupés au sein d'une poule unique où ils affrontent leurs adversaires à deux reprises. En fin de saison, les quatre derniers du classement sont relégués et remplacés par quatre clubs de deuxième division.
C’est le club des Diables noirs de Brazzaville qui remporte la compétition cette saison, après avoir terminé en tête du classement final, avec un seul point d'avance sur l'AC Léopards et six sur l'Étoile du Congo. C’est le septième titre de champion du Congo de l’histoire du club.

## Qualifications continentales
Le champion du Congo se qualifie pour la Ligue des champions de la CAF 2010 tandis que le vainqueur de la Coupe du Congo obtient son billet pour la Coupe de la confédération 2010. Si un club réussit le doublé Coupe-championnat, c’est le finaliste de la Coupe qui participe à la Coupe de la confédération.

## Les clubs participants
- Tout Puissant Zala
- Étoile du Congo
- CARA Brazzaville
- Saint-Michel de Ouenzé
- Diables noirs de Brazzaville
- Inter Club
- Patronage Sainte-Anne
- AS Police Brazzaville
- Vita Club Mokanda
- FC Bilombé
- AS Cheminots
- Pigeon Vert
- JS Bougainvillée
- AS Ponténégrine
- US Saint-Pierre
- Inter Club Dolisie
- AC Léopards
- Inter Club Nkayi

## Compétition

### Classement
Le barème utilisé pour établir le classement est le suivant :
- Victoire : 3 points
- Match nul : 1 point
- Défaite, forfait ou abandon : 0 point

| Rang | Équipe                          | Pts | J  | G  | N  | P  | Bp | Bc | Diff |
| ---- | ------------------------------- | --- | -- | -- | -- | -- | -- | -- | ---- |
| 1    | Diables noirs de Brazzaville -2 | 77  | 34 | 24 | 7  | 3  | 71 | 24 | +47  |
| 2    | AC LéopardsC -1                 | 76  | 34 | 23 | 8  | 3  | 59 | 13 | +46  |
| 3    | Étoile du Congo -1              | 71  | 34 | 21 | 9  | 4  | 56 | 26 | +30  |
| 4    | Saint-Michel de Ouenzé          | 67  | 34 | 19 | 10 | 5  | 53 | 23 | +30  |
| 5    | CARA BrazzavilleT               | 56  | 34 | 15 | 11 | 8  | 48 | 33 | +15  |
| 6    | FC Bilombé                      | 51  | 34 | 15 | 6  | 13 | 52 | 37 | +15  |
| 7    | AS Ponténégrine                 | 51  | 34 | 15 | 6  | 13 | 51 | 41 | +10  |
| 8    | Patronage Sainte-Anne           | 49  | 34 | 12 | 13 | 9  | 33 | 22 | +11  |
| 9    | AS Police Brazzaville           | 43  | 34 | 12 | 7  | 15 | 32 | 38 | -6   |
| 10   | Vita Club Mokanda -2            | 41  | 34 | 11 | 10 | 13 | 34 | 37 | -3   |
| 11   | Tout Puissant Zala              | 37  | 34 | 10 | 7  | 17 | 25 | 52 | -27  |
| 12   | AS Cheminots -2                 | 36  | 34 | 10 | 8  | 16 | 35 | 46 | -11  |
| 13   | Inter Club                      | 35  | 34 | 8  | 11 | 15 | 36 | 49 | -13  |
| 14   | Pigeon Vert                     | 32  | 34 | 7  | 11 | 16 | 48 | 69 | -21  |
| 15   | US Saint-Pierre                 | 30  | 34 | 6  | 12 | 16 | 23 | 46 | -23  |
| 16   | Inter Club Nkayi -1             | 28  | 33 | 6  | 11 | 16 | 17 | 42 | -25  |
| 17   | JS Bougainvillées               | 26  | 34 | 6  | 8  | 20 | 25 | 46 | -21  |
| 18   | Inter Club Dolisie              | 19  | 33 | 4  | 7  | 22 | 33 | 87 | -54  |

|  | Qualifié pour la Ligue des champions de la CAF 2010    |
|  | Qualifié pour la Coupe de la confédération 2010        |
|  | Relégation directe en deuxième division                |
|  | T : Tenant du titre C : Vainqueur de la Coupe du Congo |

## Bilan de la saison
| Championnat du Congo de football 2009 |                                         |
| Champion                              | Diables noirs de Brazzaville (7e titre) |
| Coupes et trophées                    |                                         |
| Vainqueur de la Coupe du Congo 2009   | AC Léopards                             |
| Qualifications continentales          |                                         |
| Ligue des champions de la CAF 2010    | Diables noirs de Brazzaville            |
| Coupe de la confédération 2010        | AC Léopards                             |
| Promotions et relégations             |                                         |
| Promus en MTN Ligue 1                 | Ajax de Ouenzé                          |
| Promus en MTN Ligue 1                 | FC Kondzo                               |
| Promus en MTN Ligue 1                 | Nico-Nicoyé                             |
| Promus en MTN Ligue 1                 | Munisport Pointe-Noire                  |
| Relégués en MTN Ligue 2               | US Saint-Pierre                         |
| Relégués en MTN Ligue 2               | Inter Club Nkayi                        |
| Relégués en MTN Ligue 2               | JS Bougainvillées                       |
| Relégués en MTN Ligue 2               | Inter Club Dolisie                      |